# Provincia de Mary
La provincia de Mary (turcomano: Mary welaýaty, ruso: Мары велаяты) es uno de los welayatlar de Turkmenistán. Esta en el sudeste del país, en la frontera con Afganistán. Su capital es la ciudad de Mary. Tiene una superficie de 87.000 kilómetros cuadrados y una población de 1.146.800 hab. El promedio de densidad de población es de 13,2 personas por kilómetro cuadrado, pero esta cifra llega a 150-200 por kilómetro cuadrado en los más desarrollados oasis.
La industria de la región incluye la extracción de gas natural, generación de energía eléctrica y la producción de sustancias químicas. Cuenta con el 76% de la electricidad del Turkmenistán, 81% de la producción de fertilizantes, 100% lana pura, 40% de los textiles, el 81% de cuero y el 23% del calzado. En términos de la agricultura, esta región también produce 31% de fibras de algodón de Turkmenistán, el 32% de su aceite vegetal, y el 26% de los productos agrícolas.
- Datos: Q487401
- Multimedia: Mary Province / Q487401